# 5 nowych izraelskich szekli wzór 1990
5 nowych izraelskich szekli wzór 1990 – moneta o nominale pięciu nowych szekli wprowadzona do obiegu 2 stycznia 1990 roku, będąca monetą obiegową Państwa Izrael. 
Od 2009 roku wybija się monetę nowego wzoru.

## Awers
Awers monety przedstawia głowicę protojońskiej kolumny z okresu X–VII w. p.n.e. Podobne głowice odnajdywano w Mieście Dawida w Jerozolimie, Ramat Rachel czy Megiddo. Wizerunek głowicy występował także na pieczęciach żydowskich z epoki żelaza. Nad głowicą znajduje się herb Izraela. Otok monety ma kształt dwunastokąta foremnego, wytyczonego przez wybity sznur pereł.

## Rewers
Na rewersie znajduje się nominał monety, nazwa waluty w językach hebrajskim, arabskim i angielskim, rok wybicia wg kalendarza żydowskiego oraz nazwa państwa w językach angielskim, hebrajskim i arabskim. Otok monety ma kształt dwunastokąta foremnego, wytyczonego przez wybity sznur pereł.

## Nakład
Moneta wybijana była w Królewskiej Mennicy Holenderskiej (2008–2010) i Mennicy Fińskiej (2011). W przypadku kolejnych lat nie ma danych dotyczących liczby wybitych monet i mennic. Monety są wykonane z miedzioniklowych krążków o średnicy 24 mm i masy 8,2 g.
Mennice: Drukarnia Rządowa – Jerozolima; Mennica Norweska – Kongsberg; KOMSCO – Korea Południowa; Mennica Państwowa Badenii-Wirtembergii – Stuttgart; Królewska Mennica Holenderska – Utrecht; Kanadyjska Mennica Królewska – Winnipeg; Mennica Fińska – Vantaa.
| Rok emisji | Rok emisji   | Stop          | Średnica (mm) | Masa (g) | Stempel | Mennica                                | Nakład     | Nr Krause |
| ---------- | ------------ | ------------- | ------------- | -------- | ------- | -------------------------------------- | ---------- | --------- |
| 1990       | 5750 - תש״נ  | miedzionikiel | 24            | 8,2      | zwykły  | Mennica Państwowa Badenii-Wirtembergii | 15 000 000 | KM# 207   |
| 1991       | 5751 - תשנ״א | miedzionikiel | 24            | 8,2      | zwykły  | Drukarnia Rządowa                      | 324 000    | KM# 207   |
| 1992       | 5752 - תשנ״ב | miedzionikiel | 24            | 8,2      | zwykły  | Drukarnia Rządowa                      | 413 000    | KM# 207   |
| 1994       | 5754 - תשנ״ד | miedzionikiel | 24            | 8,2      | zwykły  | Mennica Fińska                         | 2 016 000  | KM# 207   |
| 1995       | 5755 - תשנ״ה | miedzionikiel | 24            | 8,2      | zwykły  | Mennica Fińska                         | 2 160 000  | KM# 207   |
| 1997       | 5757 - תשנ״ז | miedzionikiel | 24            | 8,2      | zwykły  | Królewska Mennica Holenderska          | 2 160 000  | KM# 207   |
| 1997       | 5757 - תשנ״ז | miedzionikiel | 24            | 8,2      | zwykły  | Mennica Fińska                         | 2 160 000  | KM# 207   |
| 1998       | 5758 - תשנ״ח | miedzionikiel | 24            | 8,2      | zwykły  | Mennica Norweska                       | 2 160 000  | KM# 207   |
| 1999       | 5759 - תשנ״ט | miedzionikiel | 24            | 8,2      | zwykły  | Królewska Mennica Holenderska          | 2 160 000  | KM# 207   |
| 1999       | 5759 - תשנ״ט | miedzionikiel | 24            | 8,2      | zwykły  | Mennica Norweska                       | 2 160 000  | KM# 207   |
| 2000       | 5760 - תש״ס  | miedzionikiel | 24            | 8,2      | zwykły  | Mennica Fińska                         | 4 464 000  | KM# 207   |
| 2002       | 5762 - תשס״ב | miedzionikiel | 24            | 8,2      | zwykły  | Kanadyjska Mennica Królewska           | 4 464 000  | KM# 207   |
| 2005       | 5765 - תשס״ה | miedzionikiel | 24            | 8,2      | zwykły  | b.d.                                   | 6 559 000  | KM# 207   |
| 2006       | 5766 - תשס״ו | miedzionikiel | 24            | 8,2      | zwykły  | b.d.                                   | 5 996 000  | KM# 207   |
| 2008       | 5768 - תשס״ח | miedzionikiel | 24            | 8,2      | zwykły  | KOMSCO                                 | 1 312 000  | KM# 207   |

## Emisje okolicznościowe

### Chanuka
W latach 1990–2010 pięcioszeklówki były wybijane w serii obiegowych monet okolicznościowych z okazji Chanuki. Monety były wybijane stemplem zwykłym. Miały one znak mennicy – gwiazdę Dawida. Awersy nie różniły się wyglądem od awersów monet obiegowych tego okresu. Na legendzie rewersu, pod nominałem i nazwą waluty znalazła się mała chanukija, po jej lewej stronie napis w języku angielskim „HANUKKA”, a po prawej nazwa święta po hebrajsku „חנוכה”.
Mennica: Drukarnia Rządowa – Jerozolima; Królewska Mennica Holenderska – Utrecht.
| Nominał | Rok emisji | Stop          | Średnica (mm) | Masa (g) | Stempel | Znak mennicy | Mennica                       | Nr Krause | Wizerunek      |
| ------- | ---------- | ------------- | ------------- | -------- | ------- | ------------ | ----------------------------- | --------- | -------------- |
| 5 ILS   | 1990–1992  | miedzionikiel | 24            | 8,2      | zwykły  | brak         | Drukarnia Rządowa             | KM# 217   | Awers i rewers |
| 5 ILS   | 1993–2007  | miedzionikiel | 24            | 8,2      | zwykły  | ✡            | Królewska Mennica Holenderska | KM# 217A  | Awers i rewers |
| 5 ILS   | 2008–2010  | miedzionikiel | 24            | 8,2      | zwykły  | ✡            | Królewska Mennica Holenderska | KM# 217B  | Awers i rewers |

### Osobistości
Na awersie monety z 1990 roku są herb Izraela oraz pionowe linie tworzące obrys twarzy Lewiego Eszkola i jego imię i nazwisko w języku hebrajskim. Podobnie wygląda awers monety z 1993 roku, gdzie poza herbem znajdują się pionowe linie tworzące twarz Chaima Weizmana. Przy kołnierzyku jego koszuli znajduje się jego podpis. Wyglądy rewersów wszystkich monet odpowiadają rewersom zwykłych monet obiegowych tych samych nominałów.
Mennica: Drukarnia Rządowa – Jerozolima; Mennica Państwowa Badenii-Wirtembergii – Stuttgart.
| Nominał | Postać        | Rok emisji | Stop          | Średnica (mm) | Masa (g) | Stempel | Mennica                                | Nakład    | Nr Krause | Wizerunek |
| ------- | ------------- | ---------- | ------------- | ------------- | -------- | ------- | -------------------------------------- | --------- | --------- | --------- |
| 5 ILS   | Lewi Eszkol   | 1990       | miedzionikiel | 24            | 8,2      | zwykły  | Mennica Państwowa Badenii-Wirtembergii | 1 500 000 | KM# 208   |           |
|         |               |            |               |               |          |         |                                        |           |           |           |
| 5 ILS   | Chaim Weizman | 1993       | miedzionikiel | 24            | 8,2      | zwykły  | Drukarnia Rządowa                      | 1 500 000 | KM# 237   |           |

### COVID-19
2 lipca 2021 roku Bank Izraela ogłosił, że izraelski rząd zaakceptował emisję monety pięcioszeklowej, która miałaby upamiętniać wysiłki izraelskiej służby zdrowia w walce z pandemią COVID-19 w Izraelu. Na jej awersie znajdowałby się napis „z podziękowaniami” w językach angielskim, arabskim i hebrajskim, stetoskop i dłonie przedstawiciela służby zdrowia, które ściskają dłonie pacjenta. Rewers pozostałby niezmieniony.